# Liste der Mitglieder der National Academy of Sciences/1935
Im Jahr 1935 wählte die National Academy of Sciences der Vereinigten Staaten 16 Personen zu ihren Mitgliedern.

## Neugewählte Mitglieder
- Jules Bordet (1870–1961)
- Norman L. Bowen (1887–1956)
- Charles M. Child (1869–1954)
- George E. Coghill (1872–1941)
- James Ewing (1866–1943)
- Merritt Fernald (1873–1950)
- Harvey Fletcher (1884–1981)
- Ross Gortner (1885–1942)
- John Scott Haldane (1860–1936)
- Earnest Hooton (1887–1954)
- Jerome C. Hunsaker (1886–1984)
- Walter Hunter (1889–1954)
- Dunham Jackson (1888–1946)
- Chester R. Longwell (1887–1975)
- Harold Urey (1893–1981)
- J. H. Van Vleck (1899–1980)